# Argythamnia discolor
Argythamnia discolor är en törelväxtart som beskrevs av Townshend Stith Brandegee. Argythamnia discolor ingår i släktet Argythamnia och familjen törelväxter. Inga underarter finns listade i Catalogue of Life.